# Tworkowo
Tworkowo (bł. Czworkowo) – uroczysko, dawna wieś na terenie obecnej gminy Suchy Las w powiecie poznańskim w województwie wielkopolskim.
W 1580 roku wieś była położona w powiecie poznańskim województwa poznańskiego. Obecnie leży na terenie poligonu wojskowego Biedrusko, do którego wieś i tereny przyległe zostały włączone w 1901 roku.